# Karl Wessblad
Karl Alexander Wessblad, född 31 maj 1894 i Sankt Petersburg, död 23 juni 1960 i Stockholm, var en svensk ingenjör och företagare.
Karl Wessblad var son till civilingenjören Carl Elon Arthur Wessblad och Emilie Fanny Fouqué. Han avlade studentexamen i Stockholm 1914 och utexaminerades från Tekniska högskolans avdelning för maskinbyggnadskonst och mekanisk teknologi 1920. Efter några års teknisk-merkantil anställning var han 1923–1925 VD i Sveriges järnhandlareföreningars centralförbund och redaktör för dess tidskrift Järnhandlaren, och 1925–1928 var han verksam i kylapparatbranschen som VD i det av honom bildade Platen-Munters Refrigerating System AB, direktör i  AB Electrolux och VD i dettas dotterbolag AB Arctic. Han innehade från 1928 egen ingenjörsbyrå i Stockholm och bildade samma år Industrikemiska AB, som exploaterade en rad svenska uppfinningar inom den kemiska industrins område, bland annat Öman-Göth-Ledin-Nauclérs indunstare, och på hans initiativ grundades 1930 Hesselman Motor Corporation Ltd] i London för exploatering av Jonas Hesselmans lågtrycksmotor. Wessblad var chefredaktör Teknisk tidskrift 1935–1942 och var från 1942 VD i verktygs- och järnvaruaffären AB John Wall, Stockholm. Han gjorde en uppmärksammad insats, där han som VD för den svenska avdelningen idérikt och skickligt planerade och ledde Sveriges deltagande i världsutställningen New York Expo 1939. Samma år blev han hedersborgare i New York. Han innehade dessutom en mängd uppdrag, bland annat som grundare och styrelseordförande i AB Kraftemballage, ordförande i Stockholms jernkramhandlareförening och sekreterare i Svensk-polska handelskammaren i Stockholm.